# Szlichtyngowa
Szlichtyngowa [ʃlixtɨŋˈgɔva], deutsch Schlichtingsheim, ist eine Stadt mit 1300 Einwohnern (Stand 30. Juni 2014) in der Stadt- und Landgemeinde Szlichtyngowa im Powiat Wschowski der Woiwodschaft Lebus in Polen.

## Geographie
Die Stadt liegt auf halber Strecke zwischen Głogów (Glogau) und Leszno (Lissa) und zwei Kilometer nördlich der Mündung der Bartsch (Barycz) in die Oder.

## Geschichte

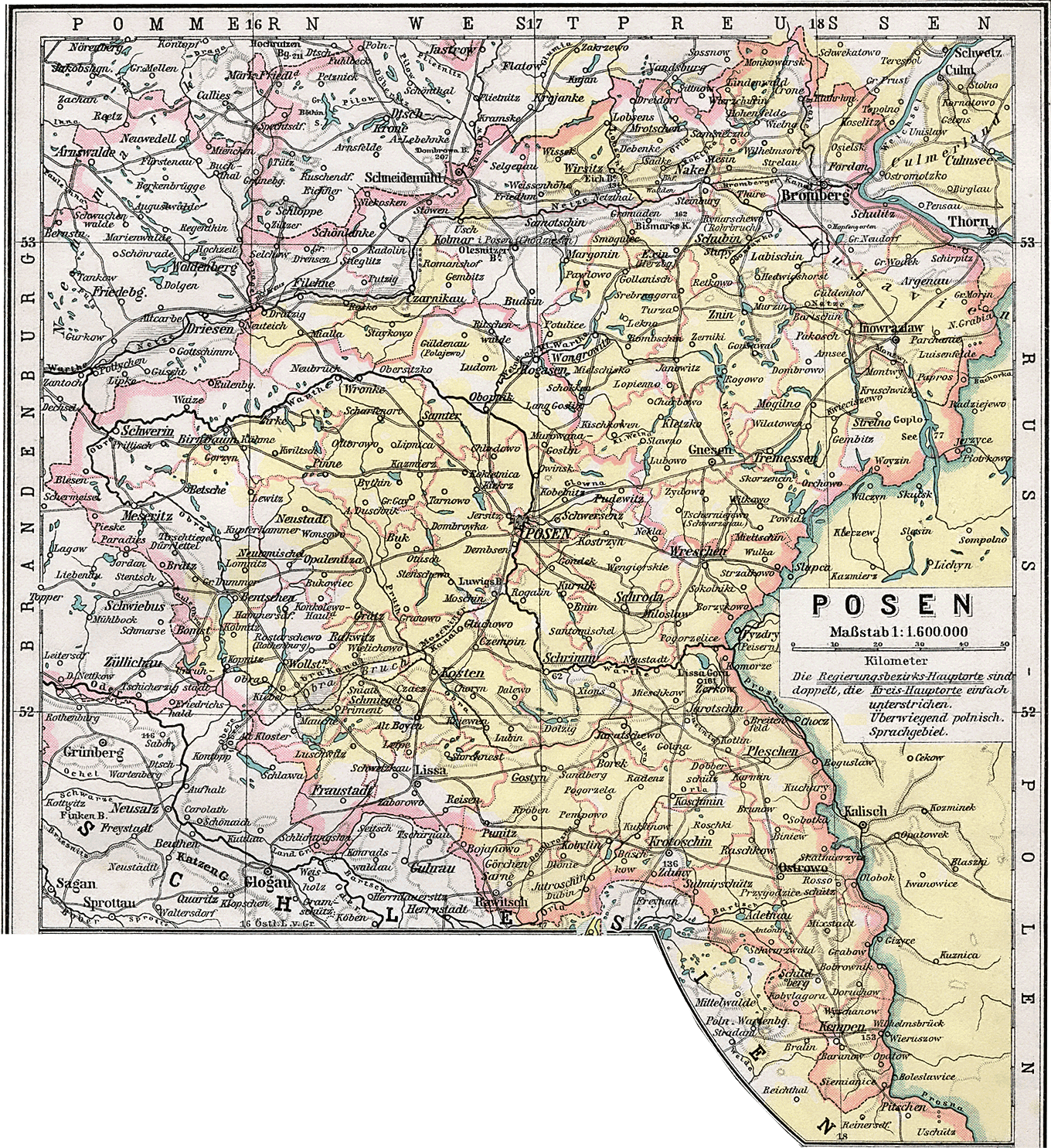
Schlichtingsheim südwestlich von Posen und nordöstlich von Glogau

Schlichtingsheim war eine Ansiedlung protestantischer Exulanten, die während der Gegenreformation nach Polen geflohen waren. Eineinhalb Kilometer hinter der Grenze, in Großpolen, gründete der Besitzer des Rittergutes Gurschen (Górczyna), Johann Georg von Schlichting (polnisch Jerzy Szlichtyng), Oberlandrichter in Fraustadt mit Erlaubnis des polnischen Königs Władysław IV. Wasa im Jahre 1644 eine Stadt, die seinen Namen erhielt. Der ursprüngliche Name der Siedlung war Schlichtinkowo, wobei der deutsche Ortsname genauso gebräuchlich war. Schlichting legte die Bürgerrechte fest wie auch die Statuten der Innungen der verschiedenen Handwerke. Die Stadt wurde um einen rechteckigen Marktplatz mit regelmäßigen Straßenzügen angelegt und nahm ursprünglich eine Fläche von 14 Hektar ein. 1653 wurde Schlichtingsheim durch König Johann II. Kasimir das Niederlagsprivileg für Leinen und Leinenprodukte verliehen.
1793 gelangte die Stadt an Preußen, 1806 kam sie zum Herzogtum Warschau und letztlich 1815 wieder an Preußen. Durch Verheiratung einer Freiin von Schlichting kam die Stadt im 18. Jahrhundert in den Besitz eines Herrn Cannabens.
Bis zur Auflösung der Provinz Posen infolge des Versailler Vertrags von 1919 gehörte die in den Landkreis Fraustadt eingegliederte Kleinstadt dieser Provinz an. Danach gehörte Schlichtingsheim zur Provinz Grenzmark Posen-Westpreußen und ab dem 1. Oktober 1938 zur Provinz Schlesien. Schlichtingsheim war eine Stadt des Handwerks, die klein und beschaulich blieb. Ihre Einwohner waren fast ausschließlich Deutsche. Erst 1927 wurde in Schlichtingsheim ein Rathaus erbaut.
Gegen Ende des Zweiten Weltkriegs wurde Schlichtingsheim im Frühjahr 1945 von der Roten Armee besetzt. Als Folge des Zweiten Weltkriegs fiel es nach Kriegsende 1945 an Polen und wurde in Szlichtyngowa umbenannt. Die einheimische deutsche Bevölkerung wurde – soweit sie nicht vorher geflohen war – weitgehend vertrieben. Die neu angesiedelten Bewohner waren teilweise Zwangsumgesiedelte aus Ostpolen, das an die Sowjetunion gefallen war. 

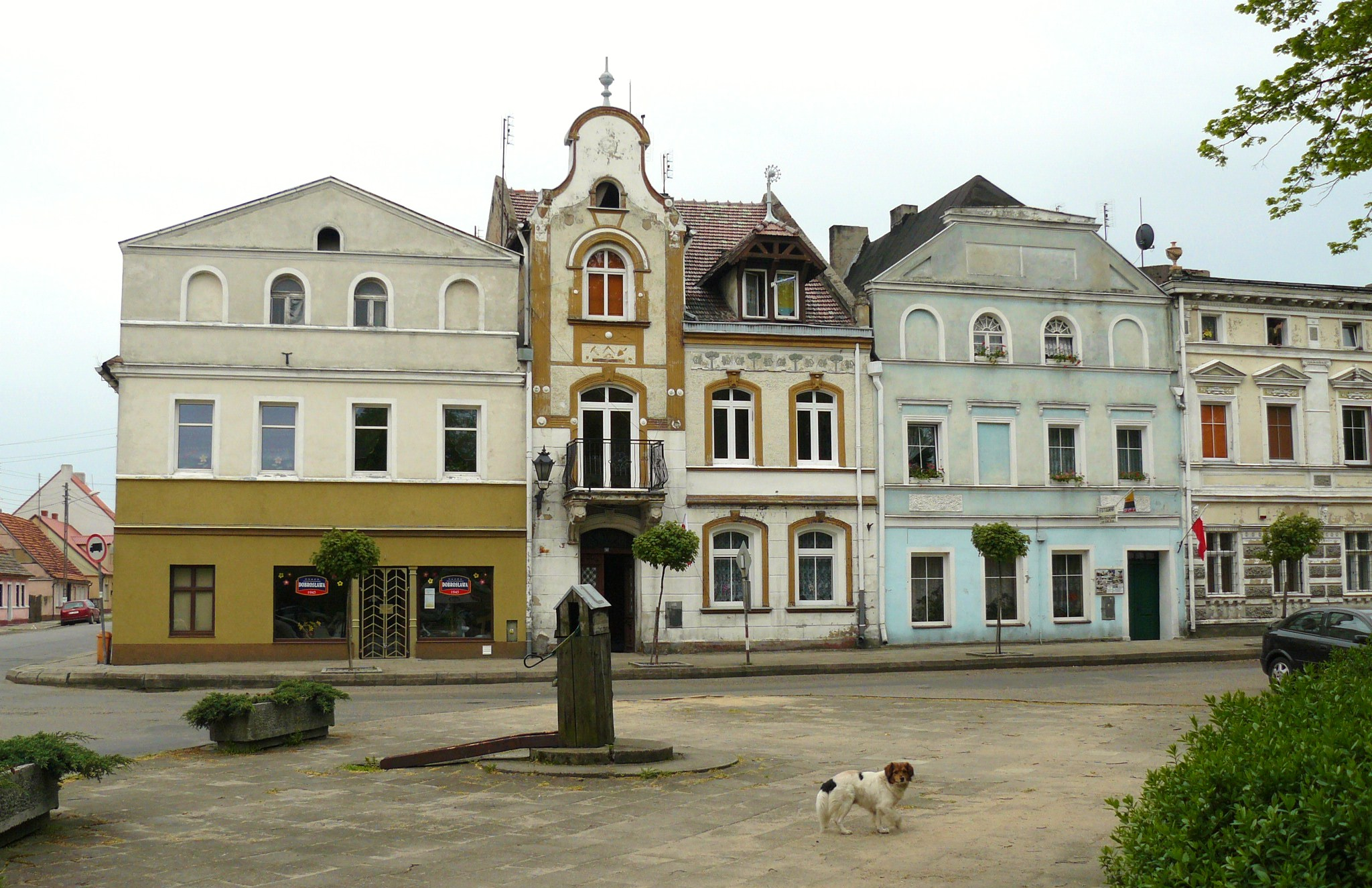
Marktplatz, mit einer Wasserpumpe (im Vordergrund)
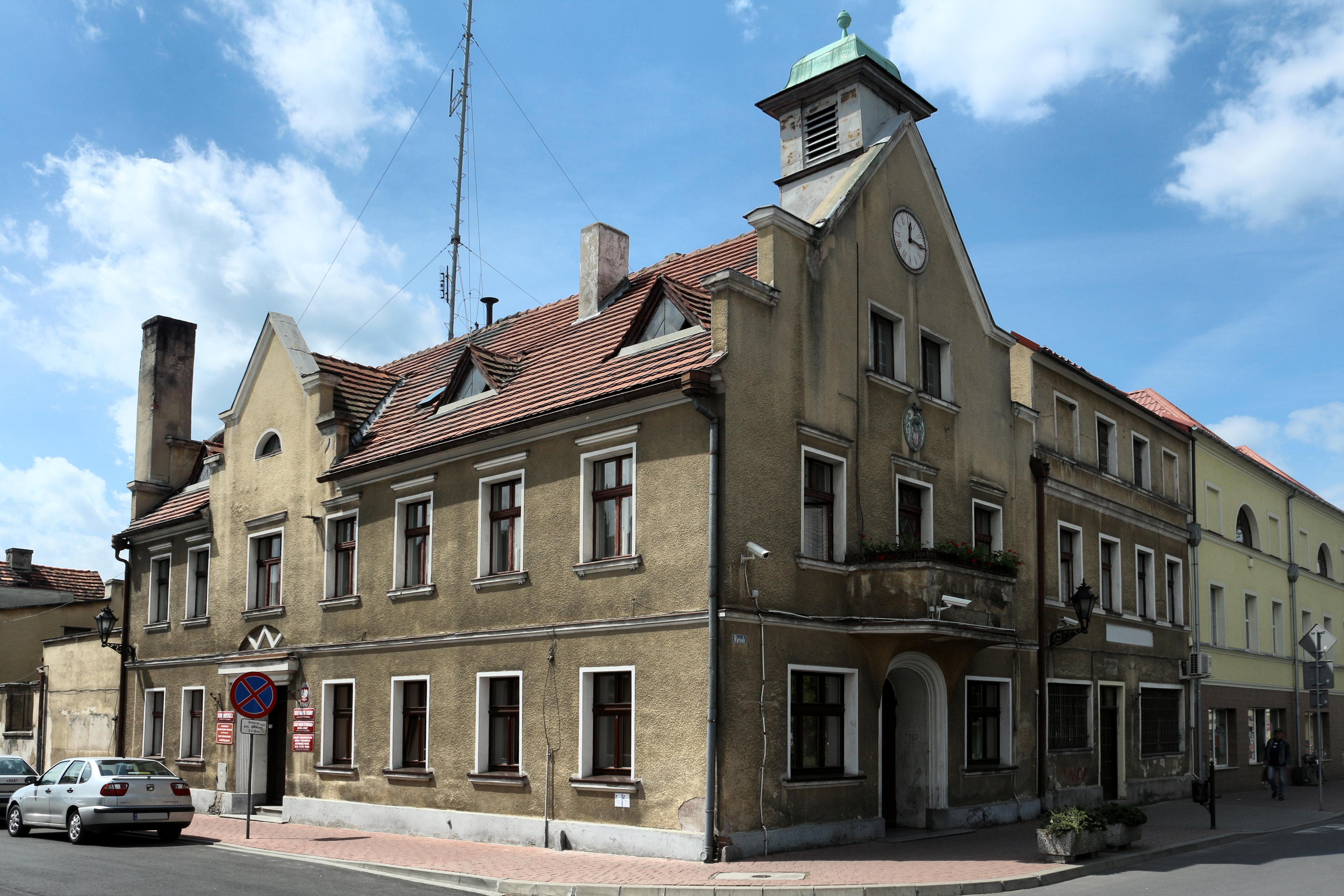
Rathaus, erbaut 1927
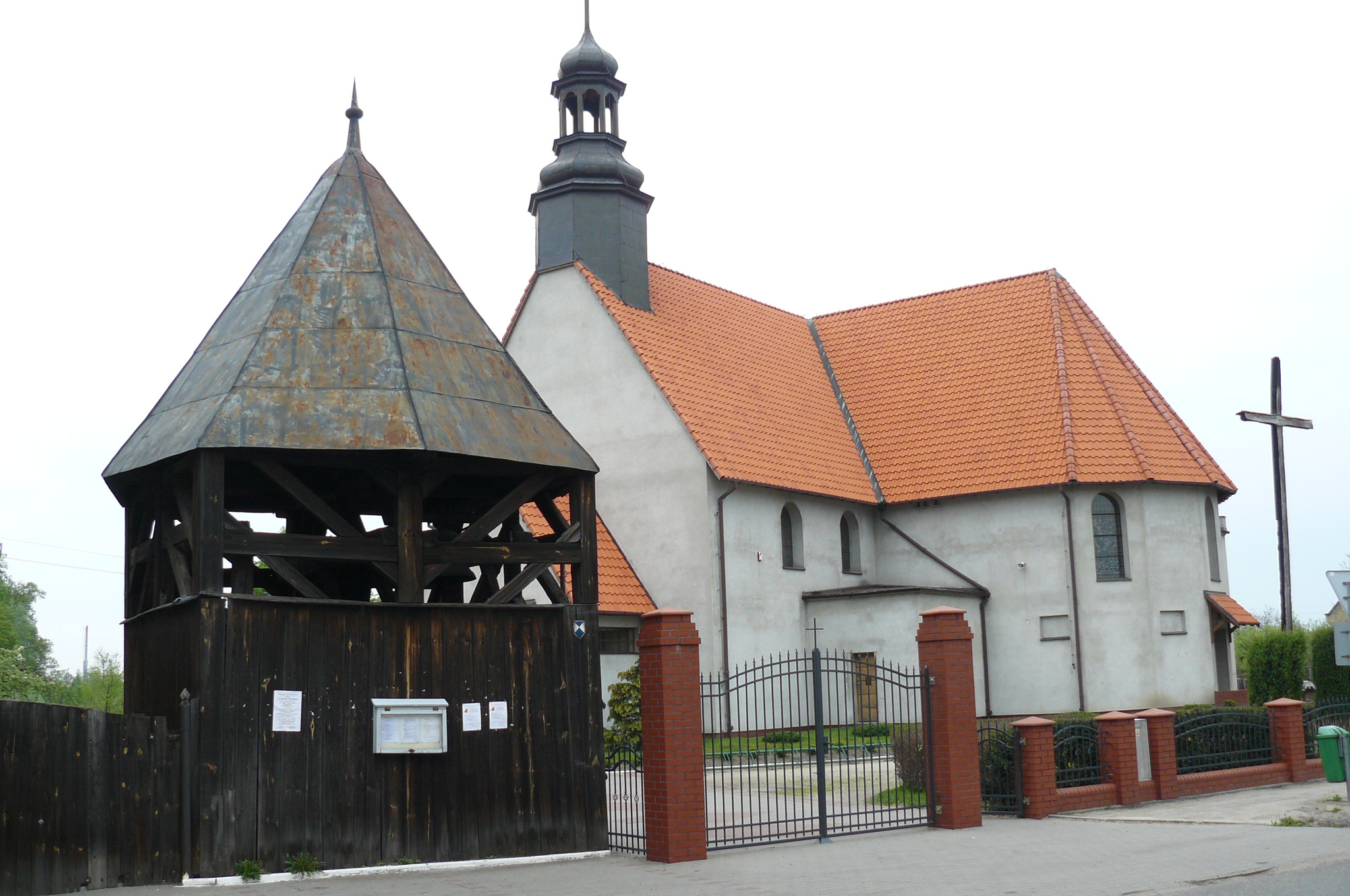
Stadtkirche, Neubau von 2002
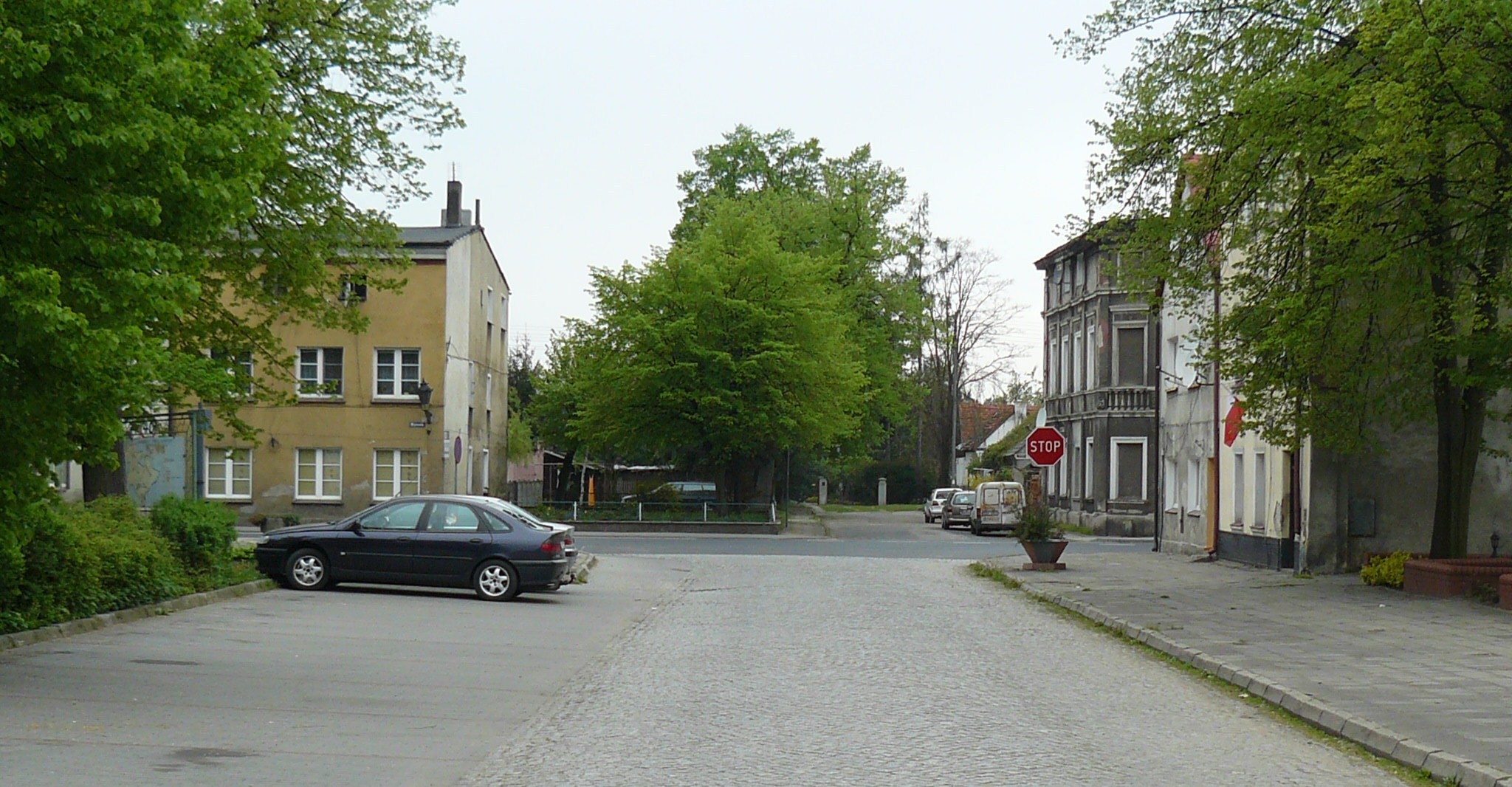
Straßenzug
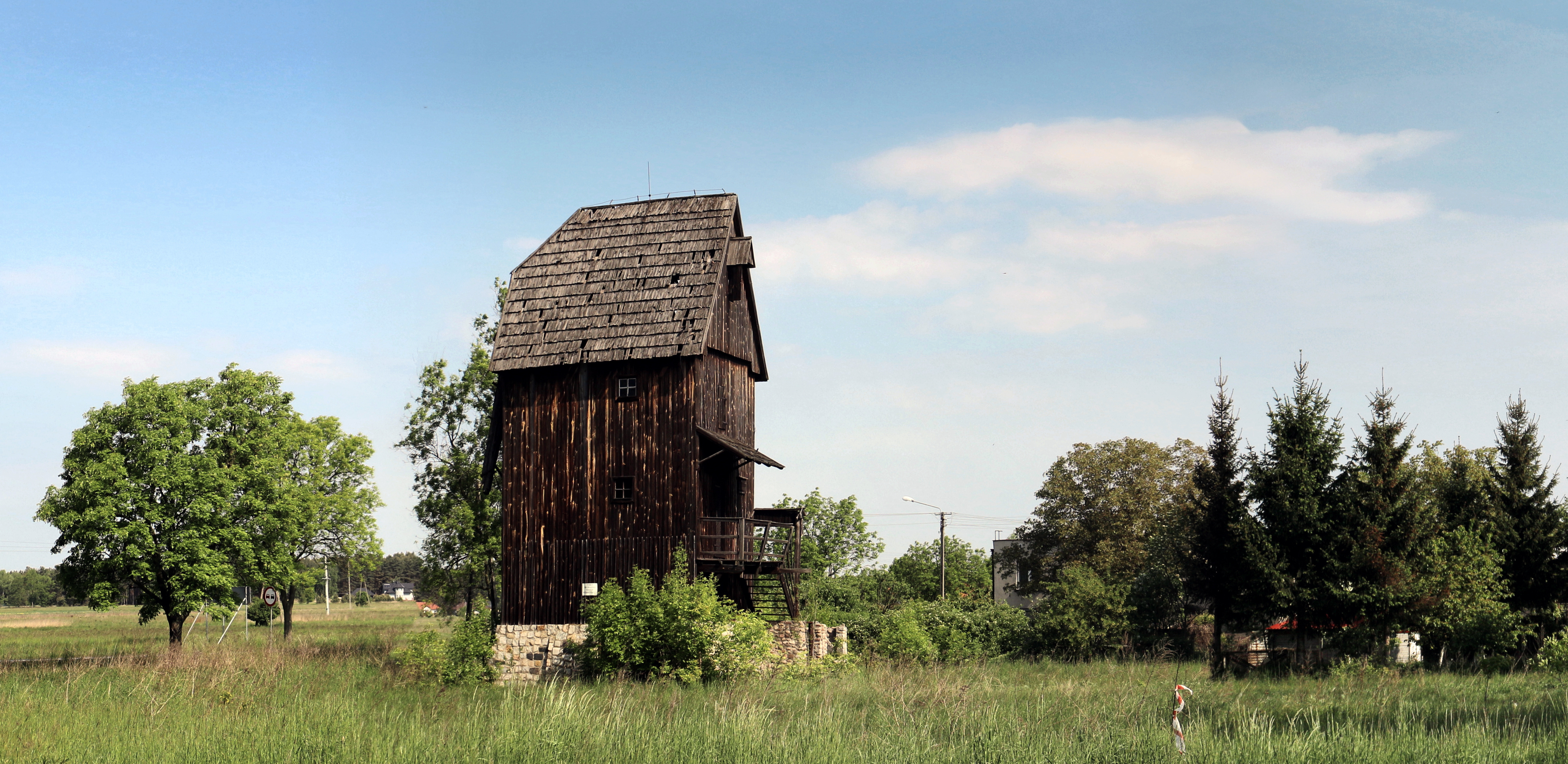
Ruine einer Windmühle (Aufnahme 2015)

## Kirchspiel
Der evangelischen Kirchengemeinde stand bis 1945 die historische  Holzkirche zur Verfügung, die noch aus der Zeit der Stadtgründung stammte und von Johann Georg von Schlichting gestiftet worden war, Die evangelischen Pfarrer, die im Zeitraum von 1645 bis etwa 1780 in Schlichtingsheim wirkten, sind namentlich bekannt.
Die zuvor evangelische Kirche wurde nach Ende des Zweiten Weltkriegs und dem Übergang an Polen der katholischen Kirchengemeinde übertragen. Sie brannte am 14. April 1995 nieder. Ende 2002 war der Aufbau einer neuen Kirche, die sich in ihrer Gestaltung an den Vorgängerbau anlehnt, abgeschlossen.

## Gemeinde (Gmina Szlichtyngowa)
Die Stadt- und Landgemeinde Szlichtyngowa umfasst ein Territorium von 100 Quadratkilometern mit 5161 Einwohnern. Dazu gehören folgende Ortschaften (deutsche Namen bis 1945):
| - Dryżyna (Attendorf) - Gola (Guhlau) - Jędrzychowice (Heyersdorf) | - Kowalewo (Kabel) - Nowe Drzewce (Neu Driebnitz) - Stare Drzewce (Alt Driebnitz) | - Szlichtyngowa (Schlichtingsheim) - Wyszanów (Schwusen) - Zamysłów (Hinzendorf) |

## Verkehr
Der Bahnhof Szlichtyngowa lag ebenso wie der Haltepunkt Dryżyna an der Bahnstrecke Bojanowo–Odrzycko, der Dienstbahnhof Stare Drzewce liegt an der Bahnstrecke Łódź–Forst (Lausitz). Seit 1906 war die Stadt an das Eisenbahnnetz angeschlossen, die Strecke von Glogau nach Guhrau führte über Schlichtingsheim.

## Demographie
| Jahr | Einwohnerzahl | Anmerkungen |
| ---- | ------------- | --- |
| 1793 | 0748          | |
| 1800 | 0733          | darunter 134 Juden |
| 1803 | 0830          | [ 4 ] |
| 1816 | 0836          | davon 634 Evangelische, 58 Katholiken und 144 Juden; |
| 1818 | 0836          | [ 5 ] |
| 1821 | 0817          | in 131 Privatwohnhäusern |
| 1837 | 0952          | neun öffentliche Gebäude und 136 Wohnhäuser (nach anderen Angaben 157 oder gar 230 Häuser)                                                                                           |
| 1843 | 0987          | [ 2 ] |
| 1861 | 1017          | [ 2 ] |
| 1867 | 1034          | am 3. Dezember |
| 1871 | 1023          | darunter 833 Evangelische, 101 Katholiken, sechs sonstige Christen und 33 Juden; nach anderen Angaben 1023 deutsche Einwohner, darunter 880 Evangelische, 80 Katholiken und 50 Juden |
| 1885 | 0922          | [ 8 ] |
| 1905 | 0748          | meist Evangelische |
| 1910 | 0771          | am 1. Dezember, davon 643 Evangelische, 123 Katholiken und fünf Juden (eine katholische Person mit polnischer Muttersprache); nach anderen Angaben 773 Einwohner auf 14 ha Fläche    |
| 1925 | 0953          | [ 8 ] |
| 1933 | 1034          | [ 8 ] |
| 1939 | 1037          | auf 0,54 km² |

Jährliche Anzahl Einwohner nach dem Zweiten Weltkrieg
- 1961: 1017 (auf 1,47 km²)
- 1970: 1220
- 2004: 1348
- 2005: 1363
- 2014: 1320

## Persönlichkeiten
- August Constantin von Schlichting (1705–1779), preußischer Landrat im Kreis Guhrau
- Gustav Santo (1802–1856), deutsch-baltischer Pastor, Lehrer und Autor
- Fabian Feilchenfeld (1827–1910), Landesrabbiner von Mecklenburg-Schwerin